# 태양의 저편
《태양의 저편》(영어: Behind the Sun)/(포르투갈어: Abril Despedaçado)은 2001년에 개봉한 브라질의 영화이다.

## 한국판 성우진(SBS)
- 민지 - 파쿠(라비 라모스 라세르다)
- 김익태 - 아버지(호세 두몬)
- 표영재 - 토뇨(로드리고 산토로)
- 최옥희 - 어머니(리타 아세마니)
- 송두석 - 페레이라(에베랄도 데 소우사 폰테스)
- 전태열 - 살루스타아노(루이즈 카를로스 바스콘셀로스)
- 김지영 - 클라라(플라비아 마르코 안토니오)